# 구사안
구사안(具思顔, 1523년 (중종 18) ~ 1562년 4월 22일 (명종 17년))은 조선 중기의 문신, 외척이며 중종의 부마이다. 본관은 능성(綾城)이며 자는 중우(仲愚)이다.
증조부가 정국공신 구수영(具壽永)이고 할아버지는 영유 현령(永柔縣令)을 지내고 형조판서로 추증된 구희경(具希璟)이고, 아버지는 감찰 구순(具淳)이며, 어머니는 의신군(義新君)의 딸이다. 연산군의 딸 휘신공주와 결혼한 종조부 구문경과는 종조부-종손 간이자, 처가로는 사촌 동서가 된다.
실록에는 부마로서 별다른 기록이 없지만 명종3년 윤결,윤준형제를 죽게한 커다란 사건이 기록되어 있다.

## 생애
증조모는 길안현주로 세종대왕과 소헌왕후의 일곱째 아들 영응대군 이염의 딸이다. 또한 종조부 구문경(具文璟)은 연산군의 딸 휘신공주와 결혼하였다. 연산군과 중종은 이복 형제간이 되므로, 처가로는 종조부 구문경과 사촌 동서간이 된다.
1533년(중종 28년) 중종의 셋째 딸 효순공주(孝順公主)를 맞아 능원위(綾原尉)로 피봉되었으나, 공주가 출산중 죽자 국법을 어기고 다시 결혼하였기 때문에 봉작을 빼앗겼다.
1545년(인종 1년) 을사사화에 세운 공으로 위사원종공신(衛社原從功臣)1등에 책록되고 공덕대부에 올랐으며
1548년(명종 3년) 평소 친교가 두터웠던 윤결(尹潔)과 그 아우 윤준(尹浚)이 을사사화의 시말을 시정기(時政記)에 기록하였다가 처형당한 사관 안명세(安名世)와 내통하였다고 밀계하였다.
그리하여 명종은 윤결과 윤준을 공초하라 명하였는데
윤결이 공초하기를 "구사안과 더불어 말한 사실을 전혀 기억할 수 없다" 하였다. "구사안이 가까이 할 수 없는 여자를 간통하였다는 말을 듣고 취중에 ‘네가 이와 같은 짓을 하였으니 너도 사람인가.’라고 하였더니, 사안이 화를 내면서 말하기를 ‘네가 어찌 나를 모함하는가.’ 하고는 바로 가버렸다" 하였다. 후에 구사안이 다시와 위로하여 다시 불평하는 말을 하지 않았다고 공초하였다.
윤결의 아우 윤준은 "품계가 높은 부마(駙馬)의 집이라 과거 공부를 하는 유생으로서 출입하기가 불편하여 자주 찾아가지 않았습니다. 그런데 지난해 6월에 청파(靑坡) 처모가(妻母家)에서 동상례(東床禮)를 치를 때 능원위(綾原尉) (구사안을 지칭하는 말이다) 또한 와서 참례하였습니다. 그 때 서로 보았을 뿐이고 그 후에는 다시 본적이 없습니다. 윤원로(尹元老)가 죄를 입은 데 대한 말은 전혀 발설한 일이 없습니다."라고 하였다.
그러나 이들 형제는 죄가 인정되어 형 윤결은 옥중에서 죽었는데 이때 사신은 이렇게 논하였다고 한다.
"간흉이 나라 일을 맡아 생살(生殺)을 맘대로 하여 역적을 비호하였다는 이름만 붙으면 무고한 사람 죽이기를 풀 베듯이 하였다. 나라 일이 이 지경에 이르렀으니 망하지 않은 것이 다행이다."
1553년(명종8년) 증조부의 훈봉을 이어받아 능원군(綾原君)이 되었다.
1562년 (명종17년) 봄에 병을 4월 22일에 사망하였다.
학문을 즐겨 많은 책을 수집하였으며, 문장에 뛰어 났으며, 서적구입에는 재물을 아끼지 않는다고 할 만큼 문인으로 자처하였다. 경사(經史)에 밝고 활쏘기에도 뛰어났다. 그의 동생 구사맹의 딸은 다시 선조의 다섯째 서자 정원군 이부에게 시집갔다. 선조는 부인 효순공주의 이복 조카로, 정원군은 효순공주의 친정 쪽 종손자이자 시가로는 조카사위가 된다.

## 가족 관계
- 증조부 : 구수영(具壽永,具壽永, 1456 ~ 1523)
- 증조모 : 길안현주 이억천(吉安縣主 李億千, 1457 ~ 1519) - 영응대군의 장녀 
  - 조부 : 구희경(具希璟, 1488 ~ ?)
  - 조모 : 거창 신씨 - 신수겸(愼守謙)의 딸
    - 부친 : 구순(具淳, 1507 ~ ?)

  - 외조부 : 의신군(義新君) 이징원(李澄源, 1492 ~ ?) - 효령대군의 증손자
  - 외조모 : 언양 김씨 - 첨사(僉使) 김영년(金永年)의 딸
    - 모친 : 전주 이씨(全州 李氏, 1506 ~ ?)
      - 여동생 : 구진옥(具眞玉, 1524 ~ ?)
      - 여동생 : 구애옥(具愛玉, 1527 ~ ?)
      - 남동생 : 구사증(具思曾, 1528 ~ ?)
      - 여동생 : 구소옥(具小玉, 1530 ~ ?)
      - 남동생 : 능안부원군(綾安府院君) 구사맹(具思孟, 1531 ~ 1604)
      - 여동생 : 구계향(具桂香, 1534 ~ ?)
      - 남동생 : 구사중(具思仲, 1535 ~ ?)
      - 여동생 : 구옥순(具玉純, 1539 ~ ?)
      - 남동생 : 구사민(具思閔, 1542 ~ ?)

    - 장인 : 중종(中宗, 1488 ~ 1544)
    - 장모 : 문정왕후(文定王后, 1501 ~ 1565) 
      - 정부인 : 효순공주(孝順公主, 1522 ~ 1538)
        - 양자 : 구횡(具弘, 1562 ~ ?) - 남동생 구사맹의 차남

      - 측실 : 마금(麻今) - 노비 출신
        - 서장남 : 구식(具寔, 1549 ~ ?)

      - 측실 : 사랑(思郞) - 노비 출신
        - 서차남 : 구박(具珀, 1555 ~ ?)
        - 며느리 : 함창 김씨 - 김급(金礏)의 딸

      - 측실 : 이름 미상 
        - 서장녀 : 능성 구씨

      - 사위 : 남양 홍씨 홍천민(洪天民) - 도승지(都承旨)
      - 측실 : 이름 미상 - 노비 출신
        - 서차녀 : 구효녀(具孝女, 1559 ~ ?)
        - 사위 : 성철문(成哲問)

      - 측실 : 희금(希今) - 노비 출신
        - 서3남 : 구추(具寉, 1561 ~ ?)
        - 며느리 : 김해 김씨 - 현감(縣監) 김덕의(金德義)의 딸

## 같이 보기
- 구사맹
- 인헌왕후
- 휘순공주